# Синк, Сэди
Сэди Синк (англ. Sadie Sink, род. 16 апреля 2002, Бренем, Техас) — американская актриса. Наиболее известна по роли Макс Мейфилд в сериале Netflix «Очень странные дела» и её роли в фильме «Кит» (2022).

## Биография
Синк родилась в Бренеме, маленьком городке в восточно-центральном Техасе. У неё есть три старших брата: Калеб, Спенсер и Митчелл, а также младшая сестра Джейси. Её отец — американский футбольный тренер.
Из-за её увлечения воссозданием «Классного мюзикла» со своим братом Митчеллом, когда ей было всего семь лет, её мать решила отправить дочь на актёрские курсы неподалёку от Хьюстона. В результате Синк успешно прошла прослушивание на главную роль в бродвейском возрождении мюзикла «Энни» в 2012 году. Ей приходилось готовиться к роли, брав уроки танцев и занимаясь вокальной подготовкой.
В то время, когда Синк ещё играла в пьесе, она также снялась в одном из эпизодов телесериала «Американцы». В 2015 году она приняла участие в бродвейском спектакле «Аудиенция» с Хелен Миррен в роли молодой королевы Елизаветы II. Она также сыграла небольшую роль в фильме «Чак» (2016).
В 2016 году Синк получила одну из главных ролей во втором сезоне сериала «Очень странные дела», сыграв Максин «Макс» Мейфилд.

## Фильмография
| Год          |     | Русское название                    | Оригинальное название        | Роль                    |
| ------------ | --- | ----------------------------------- | ---------------------------- | ----------------------- |
| 2003         | с   |                                     | Bounce                       | Сейди                   |
| 2013         | с   | Американцы                          | The Americans                | Лана                    |
| 2014         | с   | Голубая кровь                       | Blue Bloods                  | Дейзи Карпентер         |
| 2015         | с   | Американская одиссея                | American Odyssey             | Сюзанн Баллард          |
| 2016         | с   | Несгибаемая Кимми Шмидт             | Unbreakable Kimmy Schmidt    | девочка-подросток       |
| 2016         | ф   | Реальный Рокки                      | The Bleeder                  | Кимберли                |
| 2017         | ф   | Стеклянный замок                    | The Glass Castle             | Лори в детстве          |
| 2017 — н. в. | с   | Очень странные дела                 | Stranger Things              | Максин «Макс» Мэйфилд   |
| 2019         | ф   | Элай                                | Eli                          | Хейли                   |
| 2021         | ф   | Улица страха. Часть 1: 1994         | Fear Street: 1994            | Зигги Берман            |
| 2021         | ф   | Улица страха. Часть 2: 1978         | Fear Street: 1978            | Зигги Берман            |
| 2021         | ф   | Улица страха. Часть 3: 1666         | Fear Street: 1666            | Зигги Берман / Констанс |
| 2021         | кор | All Too Well: The Short Film        | All Too Well: The Short Film | Она                     |
| 2022         | ф   | Дорогая Зои                         | Dear Zoe                     | Тесс Денунцио           |
| 2022         | ф   | Кит                                 | The Whale                    | Элли                    |
| 2024         | ф   | Город страха                        | A Sacrifice                  | Маззи                   |
| 2025         | ф   | О’Десса                             | O'Dessa                      | О’Десса Галлоуэй        |
| 2026         | ф   | Человек-паук: Совершенно новый день | Spider-Man: Brand New Day    |                         |